# 18 مايو
- السبت
- الأحد
- الاثنين
- الثلاثاء
- الأربعاء
- الخميس
- الجمعة

- 2628 شوال 1446  هـ
- 2729 شوال 1446  هـ
- 2830 شوال 1446  هـ
- 291 ذو القعدة 1446  هـ
- 302 ذو القعدة 1446  هـ
- 13 ذو القعدة 1446  هـ
- 24 ذو القعدة 1446  هـ
- 35 ذو القعدة 1446  هـ
- 46 ذو القعدة 1446  هـ
- 57 ذو القعدة 1446  هـ
- 68 ذو القعدة 1446  هـ
- 79 ذو القعدة 1446  هـ
- 810 ذو القعدة 1446  هـ
- 911 ذو القعدة 1446  هـ
- 1012 ذو القعدة 1446  هـ
- 1113 ذو القعدة 1446  هـ
- 1214 ذو القعدة 1446  هـ
- 1315 ذو القعدة 1446  هـ
- 1416 ذو القعدة 1446  هـ
- 1517 ذو القعدة 1446  هـ
- 1618 ذو القعدة 1446  هـ
- 1719 ذو القعدة 1446  هـ
- 1820 ذو القعدة 1446  هـ
- 1921 ذو القعدة 1446  هـ
- 2022 ذو القعدة 1446  هـ
- 2123 ذو القعدة 1446  هـ
- 2224 ذو القعدة 1446  هـ
- 2325 ذو القعدة 1446  هـ
- 2426 ذو القعدة 1446  هـ
- 2527 ذو القعدة 1446  هـ
- 2628 ذو القعدة 1446  هـ
- 2729 ذو القعدة 1446  هـ
- 281 ذو الحجة 1446  هـ
- 292 ذو الحجة 1446  هـ
- 303 ذو الحجة 1446  هـ
- 314 ذو الحجة 1446  هـ
- 15 ذو الحجة 1446  هـ
- 26 ذو الحجة 1446  هـ
- 37 ذو الحجة 1446  هـ
- 48 ذو الحجة 1446  هـ
- 59 ذو الحجة 1446  هـ
- 610 ذو الحجة 1446  هـ

18 مايو أو 18 أيَّار أو 18 مايس أو 18 نوَّار أو يوم 18 \ 5 (اليوم الثامن عشر من الشهر الخامس) هو اليوم الثامن والثلاثون بعد المئة (138) من السنوات البسيطة، أو اليوم التاسع والثلاثون بعد المئة (139) من السنوات الكبيسة وفقًا للتقويم الميلادي الغربي (الغريغوري). يبقى بعده 227 يوما لانتهاء السنة.

## أحداث
- 756 - أخذ البيعة لعبد الرحمن بن معاوية بن هشام بن عبد الملك مؤسس الخلافة الأموية في الأندلس.
- 1291 - المماليك يُسيطرون على مدينة عكا بعد طرد الصليبيين منها.
- 1803 - المملكة المتحدة تُعلن الحرب على فرنسا بسبب تدخل نابليون بونابرت في شؤون إيطاليا وسويسرا.
- 1804 - تنصيب نابليون بونابرت إمبراطورًا على فرنسا.
- 1899 - انعقاد «مؤتمر لاهاي الأول للسلام» بحضور 26 دولة، وقد اتفق فيه الحاضرون على حل المنازعات بطرق سلمية وحددوا قوانين الحرب.
- 1910 - الأرض تمر بمدارها بذيل مذنب هالي.
- 1920 - وقوع معركة حمض بين قوات الشيخ سالم المبارك الصباح بقيادة دعيج بن سلمان الصباح والإخوان بقيادة فيصل بن سلطان الدويش في حمض في شمال قرية العليا.
- 1944 - بداية ترحيل تتار القرم، وهو التطهير العرقي الذي نفّذه رئيس الأمن والشرطة السرية السوفييتية نيابةً عن جوزيف ستالين، لما لا يقل عن 191.044 شخصًا من التتار بترحيلهم عن شبه جزيرة القرم في 18-20 أيار/مايو.
- 1956 - قوات خاصة تابعة لجيش التحرير الوطني بقيادة علي خوجة تقوم بتنفيذ كمين ناجح أودى بحياة واحد وعشرين عسكريًا فرنسيًا وذلك في منطقة الأخضرية.
- 1965 - سوريا تنفذ حكم الإعدام بحق الجاسوس إيلي كوهين بعد إدانته بالتجسس لصالح إسرائيل.
- 1974 - الهند تنجح في أول تفجير نووي لها تحت عنوان «ابتسامة بوذا»، وتصبح بذلك سادس دولة نووية بالعالم بعد الولايات المتحدة والاتحاد السوفيتي وفرنسا والمملكة المتحدة والصين.
- 1980 - ثوران بركان سانت هيلينس في ولاية واشطنن في الولايات المتحدة.
- 1980 - انتفاضة غوانغجو؛ طلاب في مدينة غونجو الكورية الجنوبية يبدؤون تظاهرات للمطالبة بإصلاحات ديمقراطية.
- 1989 - تاكانوهانا كوجي يحصل على بطولة السومو لفئة ماكونوشيتا بعمر 16 عام، وهو أصغر شخص على الإطلاق يحصل على هذا اللقب.
- 1990 - توحيد العملة بين ألمانيا الشرقية وألمانيا الغربية.
- 1991 - إعلان جمهورية شمال الصومال الإنفصالية أو ما يعرف باسم صوماليلاند، إلا أنها لم تحظى بأي اعتراف دولي لكنها تشهد استقرار أمني عكس باقي أراضي الصومال.
- 2004 -
  - اتحاد أبناء سخنين يفوز في بطولة كأس الدولة الإسرائيلي كأول فريق عربي يحقق هذا الإنجاز في إسرائيل.
  - سونيا غاندي تتنازل عن رئاسة الحكومة الهندية بعد فوزها في الانتخابات البرلمانية.
- 2006 - الحكومة النيبالية تقر إصلاحات تزيد من الديمقراطية وتقلل من نفوذ العائلة الحاكمة.
- 2009 - سريلانكا تعلن مقتل زعيم منظمة نمور التاميل المتمردة فيلوبيلاي برابهاكاران.
- 2014 - مقتل اللواء حسين إسحاق قائد إدارة الدفاع الجوي في الجيش السوري متأثراً بجروح أصيب بها خلال معارك مع قوات المعارضة السورية في قاعدة عسكرية قرب المليحة بريف دمشق.
- 2017 - وقوع مجزرة في قرية عقارب الصافية قرب السلمية في محافظة حماة عقب هجوم مفاجئ من قبل تنظيم الدولة الإسلامية في العراق والشام، أسفرت عن مقتل 52 مدنياً من بينهم 28 من النساء والأطفال.
- 2018 - مقتل 108 أشخاص عندما تحطمت طائرة ركاب بعد وقت قصير من إقلاعها من هافانا، العاصمة الكوبيَّة.
- 2025 -  انتخاب نيكوسور دان رئيسًا لجمهورية رومانيا بعد نيله 53.60% من الأصوات.

## مواليد
- 1048 - عمر الخيام، عالم رياضيات وفيلسوف وشاعر فارسي، صاحب رباعيات الخيام وواضع التقويم الهجري الشمسي.
- 1836 - عبده الحامولي، موسيقي مصري.
- 1850 - أوليفر هيفسايد، مهندس كهربائي إنجليزي.
- 1868 - نيقولا الثاني، إمبراطور روسيا الثامن عشر والأخير.
- 1872 - بيرتراند راسل، فيلسوف وعالم رياضيات وكاتب إنجليزي حاصل على جائزة نوبل في الأدب عام 1950.
- 1876 - هرمان مولر، مستشار ألمانيا.
- 1878 - صالحة قاصين، ممثلة مصرية.
- 1883 - والتر غروبيوس، مهندس معماري ألماني.
- 1896 - محمد التابعي، صحفي مصري.
- 1901 - فينسنت دو فينيو، عالم كيمياء حيوية أمريكي حاصل على جائزة نوبل في الكيمياء عام 1955.
- 1920 - يوحنا بولس الثاني، بابا الكنيسة الرومانية الكاثوليكية.
- 1931 - إبراهيم خليل علاف، شاعر سعودي.
- 1942 -
  - نوبي ستايلس، لاعب ومدرب كرة قدم إنجليزي.
  - إبراهيم عبد الرازق، ممثل مصري.
- 1944 - نزار حمدون، سياسي عراقي.
- 1952 - ريوزابرو أوتومو، مؤدي أصوات ياباني.
- 1955 - تيسير فهمي، ممثلة مصرية.
- 1958 -
  - آثار الحكيم، ممثلة مصرية.
  - أحمد آدم، ممثل مصري.
- 1960 - يانيك نواه، لاعب كرة مضرب فرنسي.
- 1962 - ساندرا، مغنية ألمانية.
- 1964 - كين ناريتا، مؤدي أصوات ياباني.
- 1970 - تينا فاي، ممثلة أمريكية.
- 1974 - إيكي نورجانة، ممثلة ومغنية إندونيسية
- 1975 - يحيى سعادة، مخرج لبناني.
- 1977 -
  - لي هيندري، لاعب كرة قدم إنجليزي.
  - داني ميلز، لاعب كرة قدم إنجليزي.
  - رنا أبو غالي، ممثلة أردنية.
- 1978 - ريكاردو كارفاليو، لاعب كرة قدم برتغالي.
- 1979 -
  - ماريوس ليفاندوفسكي، لاعب كرة قدم بولندي.
  - ميليفوي نوفاكوفيتش، لاعب كرة قدم سلوفيني.
- 1981 - محمدو ديارا، لاعب كرة قدم من مالي.
- 1982 - جاسون براون، لاعب كرة قدم ويلزي.
- 1983 - غاري أونيل، لاعب كرة قدم إنجليزي.
- 1991 - شهد، ممثلة ومغنية كويتية.

## وفيات
- 1675 - جاك ماركيت، مستكشف فرنسي.
- 1721 - باسيليوس جبير، بطريرك عراقي.
- 1799 - بيير أوجستن كارون دي بومارشيه، كاتب مسرحي فرنسي.
- 1909 - إسحق ألبينيز، موسيقي إسباني.
- 1911 - غوستاف مالر، موسيقي نمساوي.
- 1922 - شارل لافران، طبيب فرنسي حاصل على جائزة نوبل في الطب عام 1907.
- 1958 - يعقوب فيشمان، شاعر إسرائيلي.
- 1965 - إيلي كوهين، جاسوس إسرائيلي.
- 1975 - ليروي أندرسون، موسيقي أمريكي.
- 1981 - ويليام سارويان، كاتب مسرحي أمريكي.
- 1988 - داوس بتلر، ممثل صوتي أمريكي.
- 1990 - جيل آيرلاند، ممثلة إنجليزية، وزوجة الممثل الأمريكي تشارلز برونسون.
- 2003 - زوزو حمدي الحكيم، ممثلة مصرية.
- 2007 - بيير دي جين، عالم فيزياء فرنسي حاصل على جائزة نوبل في الفيزياء عام 1991.
- 2008 - هاري بنكي، رائد الجراحة المجهرية في العالم.
- 2009 -
  - واين ألوين، مؤدي أصوات أمريكي اشتهر بأداء شخصية ميكي ماوس.
  - فيلوبيلاي برابهاكاران، زعيم نمور التاميل.
- 2010 - عبد الله فرغلي، ممثل مصري.
- 2011 -
  - حجي نسيم، معتقل أفغاني توفي داخل معتقل غوانتانامو الأمريكي.
  - عبد الله بن محمد بن خميس، شاعر ومؤرخ سعودي.
- 2013 - نام دوك-وو، سياسي كوري جنوبي.
- 2018 - إياد فتيح خليفة الراوي، قائد الحرس الجمهوري العراقي وجيش القدس في عهد صدام حسين.
- 2020 - صالح كامل، رجل أعمال سعودي.
- 2021 - عبد الخالق الغانم، مخرج سعودي.

## أعياد ومناسبات
- اليوم العالمي للمتاحف.
- اليوم العالمي للقاح ضد الإيدز.
- عيد العلم في هايتي.

## وصلات خارجية
- وكالة الأنباء القطريَّة: حدث في مثل هذا اليوم.
- النيويورك تايمز: حدث في مثل هذا اليوم.
- BBC: حدث في مثل هذا اليوم.